# South Derbyshire
South Derbyshire es un distrito no metropolitano del condado de Derbyshire (Inglaterra). Tiene una superficie de 338,12 km². Según el censo de 2001, South Derbyshire estaba habitado por 81 562 personas y su densidad de población era de 241,22 hab/km².